# Kälbelespitze
Kälbelespitze är en bergstopp i Österrike.   Den ligger i distriktet Reutte och förbundslandet Tyrolen, i den västra delen av landet, 500 km väster om huvudstaden Wien. Toppen på Kälbelespitze är 2 134 meter över havet, eller 208 meter över den omgivande terrängen. Bredden vid basen är 2,2 km.
Terrängen runt Kälbelespitze är huvudsakligen bergig, men den allra närmaste omgivningen är kuperad. Runt Kälbelespitze är det ganska glesbefolkat, med 26 invånare per kvadratkilometer.. Närmaste större samhälle är Reutte, 19,0 km öster om Kälbelespitze. 
I omgivningarna runt Kälbelespitze växer i huvudsak blandskog.